# Ivan Vazov

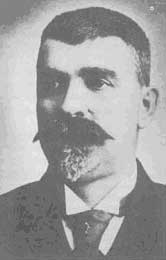
Ivan Vazov

Ivan Vazov (Иван Вазов), född 9 juli (27 juni enligt gamla stilen) 1850 i Sopot, Osmanska riket, död 22 september 1921 i Sofia, var en bulgarisk författare.

## Biografi
Ivan Vazov föddes i småstaden Sopot vid Struma, där fadern var köpman. Han deltog i emigrantrörelsen norr om Donau före befrielsekriget och fick sedan anställning som skollärare. Efter furst Alexanders störtande måste han fly till Ryssland, men försonade sig med den nya regeringen och blev på 1890-talet undervisningsminister. Han började sin litterära verksamhet med diktsamlingarna Preporets i gusla (Fana och harpa), Tăgite na Bălgarija (Bulgariens sorger) och Izbavlenije (Befrielsen) 1876–1878 med stark patriotisk och ryssvänlig tendens. Diktsamlingen "De förgätnas epopé", ett heroiskt porträttgalleri, gick i Victor Hugos stil. Hans lyriska styrka låg främst i den poetiska naturmålningen: diktsamlingarna Polja i gori (Fält och skogar) och Zvukove (Toner), samt i reseskildringen. Samlingen Italia (1884) innehåller poetiska intryck från en studiefärd och Slivnitsa (1885) vackra motiv från kriget med Serbien. Senare skrev han den nationella balladsamlingen Legender från Tsarevets (1910) och Sånger från Makedonien (1916).
Vazov blev känd i Europa främst genom romanen Pod igoto (1888; "Under oket" i översättning av Emma Silfverstolpe 1894), en både tragiskt och komiskt underhållande romantiserad skildring från den bulgariska resningen. Hans kortare skisser och studier har samlats i flera band noveller och berättelser. Erfarenheter från det stormiga emigrantlivet återges i berättelsen Nemili-Nedragi (De fågelfria), även dramatiserad med titeln Chăsjove. Han skrev även sociala romaner med modernt stoff (till exempel Nova Zemja och Kazalarskata tsaritsa). Även som dramatiker (till exempel Borislav och Vid avgrunden med motiv ur Bulgariens äldre historia) var Vazov verksam och åtnjöt stor popularitet. Vazov kom att betraktas som Bulgariens nationalskald. Bulgariens nationalteater är uppkallad efter honom.